# Liste der Kulturdenkmale in Seiffen/Erzgeb.
Die Liste der Kulturdenkmale in Seiffen ist eine tabellarische Übersicht der von der Gemeinde und dem Freistaat Sachsen festgelegten Bau- und Gartendenkmale der Gemeinde und des Kurorts Seiffen. Die Zusammenstellung basiert auf der Liste des Sächsischen Denkmalamts mit dem Stand vom Dezember 2015.

## Übersicht
– alphabetisch vorgeordnet nach dem Ortsteil –

### Aktuelle Denkmale
Neben den Klartextangaben in der Liste wurden folgende Abkürzungen verwendet:
- für die amtliche Begründung der Aufnahme in die Denkmalliste:
ag=architekturgeschichtlich bedeutsam; bb=bergbautechnisch wichtig; bg=baugeschichtlich bedeutsam; bk= baukünstlerisch wertvoll; 
eg=stadt- oder ortsentwicklungsgeschichtlich wertvoll; lp=landschäftsprägend; og=ortsgeschichtlich bedeutsam, op=ortsbildprägend;
rg=regionalgeschichtlich bedeutend; sg=sozialgeschichtlich wertvoll; stg=stadtgeschichtlich bedeutsam; Sw=Seltenheitswert; 
tg=technikgeschichtlich bedeutend; wg=wirtschaftsgeschichtlich bedeutend; wV=wertvoll für die Volksbildung; wW=wissenschaftlicher Wert

| Objekt- Nr. | Ortsteil          | Adresse / Lage                                                                                  | Bezeichnung | amtl. Begründung                           | Bild und Beschreibung |
| ----------- | ----------------- | ----------------------------------------------------------------------------------------------- | --- | ------------------------------------------ | --- |
| 09300261    | Seiffen           | Seiffen                                                                                         | Bergbaumonumente Seiffen (Sachgesamtheit) | og, bb                                     | Sachgesamtheit Bergbaumonumente Seiffen, mit folgenden Einzeldenkmalen: Hut- und Bethaus der Grube »Zur Reichen Hoffnung« (siehe Einzeldenkmalliste – Obj. 09236552, Bergmannsweg 5), Alte Bergschmiede, gleichzeitig Huthaus der Grube »Vogelsang« (siehe Einzeldenkmalliste – Obj. 09236477, Bergmannsweg 7), ehemaliges Hochfürstliches Schönburgisches Bergamt (siehe Einzeldenkmalliste – Obj. 09236486, Hauptstraße 108) und das Huthaus der Grube »Edler zu Schönberg« (siehe Einzeldenkmalliste – Obj. 09236554, Waldweg 6), dazu als Sachgesamtheitsteile: Halden, Stolln, Schächte, Mundlöcher und Bingen; Gesamtheit aller Reste des Altbergbaus sowie des Wismut-Bergbaus im Gemeindegebiet von Seiffen, gut erhaltene Bergbauanlage |
| 09236511    | Bad Einsiedel     | Badstraße 1                                                                                     | drei Gebäude einer ehemaligen Kuranlage | bg; op                                     | Das älteste Mineralbad Sachsens wurde um 1550 durch Thurneysser erstmals erwähnt. Erst 1732 wurden die (Bad) Einsiedler Heilquellen wiedergefunden. Die Kurhäuser bildeten eine dreiflüglige Anlage im ländlichen Stil und besaßen verbretterte Fachwerk-Obergeschosse. In der DDR-Zeit dienten die Gebäude als Ferienheim. |
| 09236476    | Heidelberg        | Alte Dorfstraße 14                                                                              | Verlegerwohnhaus (ehem.) mit Seitengebäude und Tonnengewölbe in der Scheune des ehemaligen Spielwarenverlages, sowie Einfriedungsmauer zwischen Scheune und Wohnhaus | rg; bg                                     | Das Fachwerkhaus-Ensemble entstand im 17. Jahrhundert als Teile eines landwirtschaftlichen Bauernguts. Die (Wirtschafts-)Besitzer wechselten in den ersten einhundert Jahren ständig; Mitte des 19. Jhd. wurde erstmals die Familie Hiemann als Besitzer erwähnt. Diese vertrieb (verlegte) im Auftrag der Spielzeugmacher des Ortes die Produkte in andere deutsche Landesteile und auch in andere Länder. Neben dem Wohn-Stall-Haus gehörten zu dem Anwesen unter anderem eine Waschküche, eine Scheune, ein Lagerschuppen und eine Wagenremise. Um 1880 wurde die Kaufmannsfamilie Wagner/Matthes neuer Besitzer des Hauses und eröffnete einen Kolonialwarenladen, der bis 1934 im Haus an der Straße betrieben wurde. Die restlichen Gebäude gingen im Dezember 1912 in das Eigentum des Drechslermeisters(Holzwarenfabrikant) und Landwirts Ernst-Heinrich Reuther über. Ab ca. 1992 ging der Besitz des Verlegerhauses an die Familie Einbock – mit Unterbrechung zwischen 1972 und 1990, als die Einrichtung verstaatlicht worden war. Nach der Reprivatisierung, zwischen 1997 und 2002 ließen die Nachkommen die teilweise leerstehenden Gebäudeteile schrittweise sanieren und zu Ferienwohnungen umbauen. Die früheren Bezeichnungen wie Laden, Niederlage, Schneidsaal, Bauernküche, Arbeitsstube, Wasserhaus, Hauskeller und Ruß- oder Schwarzküche sind noch immer Gebrauch und erinnern damit an die Geschichte des Verlegerhauses. |
| 09236525    | Heidelberg        | Alte Dorfstraße 16                                                                              | Wohn-Stall-Haus eines Bauernhofes | bg; rg                                     | Das Kombinationsgebäude aus Wohnhaus und Stall wurde Ende des 17. Jhd. errichtet. Es ist ein landschaftstypisches Bauernhaus mit einem Fachwerk-verkleideten Obergeschoss. |
| 09236522    | Heidelberg        | Anton-Günther-Straße 9                                                                          | Wohnhaus | sg                                         | Das Wohnhaus wurde zum Ende des 17. Jhd. errichtet – allerdings ohne den späteren Anbau – unter Denkmalschutz. Der eingeschossige verputzte Bau besitzt ein steiles Satteldach mit Dachhecht und ist ein landschaftstypisches Spielzeugmacherhaus in gutem Originalzustand. |
| 09236526    | Heidelberg        | Brüderweg 5                                                                                     | Wohn-Stall-Haus | bg                                         | Wohnstallhaus eines Bauernhofes, um 1800 errichtet; ortsbildprägend und in mäßigem Originalzustand |
| 09236540    | Heidelberg        | Deutschneudorfer Straße 31                                                                      | Wohnhaus, mit Schuppenanbau | bg                                         | Das eingeschossige und verputzte Wohnhaus entstand vor 1800, es weist einen verbretterten Drempel auf. Das gut erhaltene Gebäude ist in traditioneller Bauweise gehalten. |
| 09236524    | Heidelberg        | Hauptstraße 149                                                                                 | Verkaufsstätte, Lager- und Wohnhaus | wW, Architekturbeispiel der 1950er Jahre   | Das nach 1950 in Betrieb genommene Lagerhaus wurde als Wirtschaftsgebäude der BHG errichtet. Es ist ein „landschaftstypischer Zweckbau“. |
| 09236521    | Heidelberg        | Hauptstraße 173                                                                                 | Wohnhaus | bg                                         | Das landschaftstypische Wohnhaus mit einem aufgesetzten Fachwerkgeschoss, das Schiefer-verkleidet ist, wurde um 1800 errichtet und befindet sich in einem sehr guten Originalzustand. |
| 09236523    | Heidelberg        | Hauptstraße 203 nahe der Seiffenbach-Quelle                                                     | Freilichtmuseum mit Bergmannswohnhaus (unteres Bild), Flößerhaus, historisches Trafohäuschen, Sägewerk, Spankorbmacherhaus, Waldarbeiterhaus, Wasserkraftdrehwerk m. Scheune u. Wasserhaus, Wohnstallhaus m. Scheune, Stellmacherhaus, Haus des Archenmachers, Doppelwohnhaus u. Feuerwehrhäuschen | wW sowie Erlebnis- und Erinnerungswert; wV | 1758–1760 erbaut; Historiker vermuten, dass hier ein erstes Pochwerk für die Erzgruben am Nordosthang des Ahornberges stand. – Die Museumsexponate wurden seit 1970 hier zusammengetragen und sind seit den 1990er Jahren Teil des Seiffener Museums. Das Preißlerische Wasserkraftdrehwerk, mit Wasserhaus, einem Kunstteich und einer Scheune wurde 1758–1760 errichtet und für die Holzspielzeugproduktion genutzt. Es steht bereits seit 1951 unter Denkmalschutz. |
| 09236529    | Heidelberg        | Katharinaberger Weg 11, 12                                                                      | Wohnstallhaus (Nr. 11) mit Torbogen, Seitengebäude (Nr. 12) und daran angebaute Scheune | bg                                         | Der große Dreiseithof ist landschaftsgestaltend. Das Wohnstallhaus, um 1800 fertiggestellt, besitzt ein verbrettertes Fachwerk-Obergeschoss. Die Teilung des Gehöftes erfolgte erst im 20. Jahrhundert. |
| 09301159    | Heidelberg        | Schwarzer Teich in Neuwernsdorf bis Wasserkraftdrehwerk/Freilichtmuseum bzw. bis Seiffener Bach | Heidengraben | bb; tg; og; sg                             | Ersterwähnung 1669; (Teile des Grabens gehören zur Gemeinde Neuhausen/Erzgeb., dortige Objekt-Nr. 09305908); Der künstlich angelegte Graben diente der Zuführung von Aufschlagwasser für die Aufbereitungsanlagen des lokalen Zinnbergbaus sowie in späterer Zeit als Antrieb für mehrere Wasserkraftdrehwerke. |
| 09236554    | Heidelberg        | Ahornberweg 1                                                                                   | Huthaus | rg                                         | Das Huthaus der Grube Edler zu Schönberg ist ein Einzeldenkmal der Sachgesamtheit Bergbaumonumente Seiffen und wird auf Ende des 18. Jahrhunderts datiert. |
| 09236506    | Niederseiffenbach | Wettinhöhe am Abzweig von Seiffen Richtung Niederseiffenbach                                    | Friedhof Niederseiffenbach mit Friedhofsmauer und Grabstein für August Herrmann Stephani | og                                         | Das Grabmal wurde im 19. Jhd. errichtet und ist in Form eines Baumes gestaltet. Die Friedhofsmauer besteht aus Bruchstein. |
| 09236528    | Oberseiffenbach   | Katharinaberger Weg 4                                                                           | Friedhof Oberseiffenbach: Friedhofskapelle | bg; wW                                     | Das Gebäude der jetzigen Friedhofskapelle war ein Musterbau auf der 1936 veranstalteten Reichsgartenschau in Dresden im damals zeittypischen Heimatstil ausgeführt. Nach Schließung der Schau wurde es auf den Friedhof des Seiffener Ortsteils Oberseiffenbach umgesetzt. |
| 09236530    | Oberseiffenbach   | Mühlbergweg 7                                                                                   | Oberseiffenbacher Schule | bg; og                                     | Das Schulgebäude ist ein zeittypischer Putzbau und wurde 1878 vollendet. Es ist mit einem Mittelrisaliten und einem Dachreiter geschmückt und weitestgehend im Original erhalten. |
| 09236531    | Oberseiffenbach   | Mühlbergweg 7 vor der Schule                                                                    | Kriegerdenkmal | og                                         | Das Denkmal für die im Deutsch-Französischen Krieg und im Ersten Weltkrieg Verstorbenen des Ortes wurde nach 1871 eingeweiht und nach 1918 inhaltlich ergänzt. |
| 09236532    | Oberseiffenbach   | Mühlbergweg 8                                                                                   | Wohn-Stall-Haus mit Scheune | op; bg                                     | Der weitestgehend original erhaltene Gebäudekomplex wurde 1676 als Zweiseithof erbaut. Das Obergeschoss des Wohnhauses besteht aus Fachwerk, die Scheune ist mit Brettern verkleidet. |
| 09236537    | Oberseiffenbach   | Mühlbergweg 13                                                                                  | Wohn-Stall-Haus mit Scheune | bg                                         | Gegen Ende des 17. Jahrhunderts entstandener Zweiseithof bestehend aus einem Wohn-Stall-Haus, dessen aus Fachwerk bestehendes Obergeschoss verbrettert wurde, ebenso die Scheune. |
| 09236533    | Oberseiffenbach   | Mühlbergweg 21                                                                                  | Spiel- und Holzwarenfabrik S. F. Fischer: zwei Produktionsgebäude, Packhaus, Heizhaus, Schornstein u. Trockenschuppen | tg; og                                     | Die mittlerweile zerfallene und teilweise abgetragene Fabrikanlage wurde ab 1850 schrittweise errichtet. Zuerst produzierte hier Samuel Friedrich Fischer Holzbaukästen und Legespiele mit den von Friedrich Fröbel favorisierten Bausteinformen Kugel, Zylinder und Würfel. |
| 09236534    | Oberseiffenbach   | Mühlbergweg 22                                                                                  | Wohnhaus | bg; og                                     | Das 1861 eingeweihte Wohnhaus gehörte ursprünglich zur Fischerschen Spielzeugfabrik. Das weitestgehend original erhaltene verputzte Gebäude wird mit einem Krüppelwalmdach abgeschlossen und verfügt über zwei Dachgauben. |
| 09236536    | Oberseiffenbach   | Mühlbergweg 24                                                                                  | Wohnhaus | bg                                         | Das im Jahr 1903 errichtete aufwändig mit gelben und roten Klinkern verkleidete Gebäude prägt das Straßenbild und hebt sich von den sonstigen Wohnhäusern ab. |
| 09236535    | Oberseiffenbach   | Mühlbergweg 28                                                                                  | Wildsbacher Hof bestehend aus Wohnhaus, Scheune, Seitengebäude und Torbogen | bg                                         | seltene Hofanlage in Fachwerk-Bauweise aus der Zeit um 1900 in gutem Originalzustand |
| 09236538    | Oberseiffenbach   | Oberseiffenbacher Straße 33                                                                     | Wohnhaus | bg                                         | Die um die Mitte des 19. Jahrhunderts errichtete Mahlmühle (mittlerweile Wohnhaus) ist weitestgehend im Original erhalten, besitzt ein mit Brettern verkleidetes Obergeschoss in Fachwerkbauweise. Es repräsentiert den landschaftstypischen Stil. |
| 09236546    | Seiffen           | Am Rathaus 2                                                                                    | Seiffener Pyramidenhaus | bg; ag                                     | Vor 1545 erstmals als Hufenhaus erwähnt. Das Wohnhaus besitzt ein Fachwerk-Obergeschoss, das mit Brettern verkleidet ist. Es ist ein landschafts- und zeittypisches, architektonisch qualitätsvolles Fachwerkhaus mit hohem städtebaulichem Wert. |
| 09236470    | Seiffen           | Am Rathaus 3 davor                                                                              | Kriegerdenkmal mit umgebendem Park einschließlich der Treppenanlage | og                                         | Das Denkmal erinnert an die Gefallenen des Ersten Weltkriegs aus dem Ort Seiffen und wurde um 1926 errichtet. |
| 09236469    | Seiffen           | Am Rathaus 4                                                                                    | Rathaus | bg; og                                     | Das Amtshaus, 1926 eingeweiht, ist ein „architektonisch qualitätvoller Putzbau“. Hervorhebenswert sind das Türportal aus Sandstein mit eingearbeiteten figuralen Verzierungen sowie die sandsteinernen Fensterrahmungen. Auf dem First des steilen mit Schiefer gedeckten Pultdachs sitzt ein zwiebelförmiger kupferverkleideter Dachreiter. |
| 09236544    | Seiffen           | Am Reicheltberg 1                                                                               | Wohnhaus | op; bg                                     | Das zweietagige Gebäude, im Fachwerkstil errichtet, wurde erstmals 1545 erwähnt; das Obergeschoss ist mit Holzschindeln verkleidet. Erbauer war vermutlich ein Fuhrunternehmer. |
| 09236547    | Seiffen           | An der Binge 1                                                                                  | Wohnhaus | bg; stg                                    | Der Fachwerkbau aus dem Anfang des 18. Jahrhunderts trägt am Giebel eine Sonnenuhr. Das Obergeschoss ist verkleidet. |
| 09236475    | Seiffen           | An der Binge 2                                                                                  | Wohnhaus, um die Mitte des 16. Jhd. | op; bg                                     | , landschaftstypisches original erhaltenes Fachwerkhaus mit verkleidetem Obergeschoss. |
| 09236548    | Seiffen           | An der Binge 3                                                                                  | Wohnhaus, | bg; stg                                    | landschaftstypisches, original erhaltenes Fachwerkhaus mit verkleidetem Obergeschoss |
| 09236552    | Seiffen           | Bergmannsweg 5                                                                                  | Huthaus der Fundgrube „Zur Reichen Hoffnung“ | rg                                         | Das Hut- und Bethaus Zur Reichen Hoffnung für die Seiffener Knappen wurde vor 1551 errichtet. Es ist Teil des Komplexes Bergbaumonumente Seiffen. |
| 09236477    | Seiffen           | Bergmannsweg 7                                                                                  | Alte Bergschmiede, gleichzeitig Huthaus der Fundgrube Vogelsang | rg                                         | Das Schmiedehaus trägt die Jahreszahl 1664 (erbaut) und ist Teil des Komplexes Bergbaumonumente Seiffen |
| 09236472    | Seiffen           | Deutschneudorfer Straße gegenüber Nr. 3                                                         | Seiffener Kirche mit Ausstattung sowie Kirchhof mit Resten der Kirchhofsmauer und Grabkreuz für den ehemaligen Schuldirektor Lippmann | bg;op; bk                                  | Das Gotteshaus, 1776–1779 errichtet, ist ein barocker Zentralbau mit umlaufenden Emporen. An vier Seiten sind symmetrische Treppenaufgänge angebaut. Abgeschlossen wird das Kirchengebäude mit einem hohen Zeltdach und Glockentürmchen. Die Ausstattung, zwar inzwischen mehrfach restauriert, stammt noch weitgehend aus der Entstehungszeit. Die Kirche ist ein Wahrzeichen für den Ort, sie dient auch oftmals als Vorlage für Schnitzereien und Pyramiden. |
| 09236471    | Seiffen           | Deutschneudorfer Straße 3                                                                       | Schule zu Seiffen | og                                         | Erstbau im Jahr 1722 Das zweietagige Schulhaus wurde 1864 wiederum neu errichtet, wie eine Inschrift im Türbogen mitteilt. Es ist verputzt und besitzt eine geschnitzte Doppelflügeltür, die über eine zweiseitige Freitreppe erreicht wird. |
| 09236497    | Seiffen           | Deutschneudorfer Straße 19                                                                      | ehem. Verlegerhaus und Gartenlaube | bg; og                                     | Das 1907 eingeweihte Wohnhaus samt Gartenlaube des Verlegers und Produzenten von Spielwaren Heinrich Emil Langer (1871–1949), weitestgehend im Original erhalten, ist ein „zeittypischer, architektonisch qualitätsvoller Putzbau“. |
| 09236499    | Seiffen           | Hauptstraße 19                                                                                  | Wohnhaus, um 1800 | sg                                         | Der eingeschossige, weitestgehend im Original erhaltene, Putzbau mit steilem Satteldach war Wohngebäude eines Spielzeugmachers. |
| 09236504    | Seiffen           | Hauptstraße 22                                                                                  | Wohnhaus, um 1800 | bg                                         | landschaftstypisches Wohnhaus, leicht verändert, mit gut erhaltenem Fachwerkobergeschoss, Krüppelwalmdach mit Dachhecht, Teil der ehemaligen benachbarten Fabrik |
| 09236503    | Seiffen           | Hauptstraße 22 (neben)                                                                          | Ehemalige Küchengerätefabrik (mit Ausstattung) | bg; wW                                     | Das Fabrikgebäude ist ein zeittypischer Industriebau in schlichter Gestaltung in gutem Originalzustand und wird auf 1912 datiert. |
| 09236500    | Seiffen           | Hauptstraße 24                                                                                  | Wohnhaus, um 1800 | bg                                         | landschaftstypisches Fachwerkwohnhaus |
| 09236501    | Seiffen           | Hauptstraße 25                                                                                  | Wohnhaus, um 1800 | sg                                         | Eingeschossiger Putzbau, Satteldach mit Dachhecht, landschaftstypisches, original erhaltenes Spielzeugmacherhaus |
| 09236502    | Seiffen           | Hauptstraße 26                                                                                  | Wohnhaus, um 1800 | bg                                         | landschaftstypisches Fachwerkwohnhaus im sehr guten Originalzustand |
| 09236507    | Seiffen           | Hauptstraße 63                                                                                  | Wohnhaus, um 1800 | sg                                         | Eingeschossiger Putzbau, Satteldach mit Dacherker, landschaftstypisches Bergarbeiterwohnhaus |
| 09236508    | Seiffen           | Hauptstraße 64                                                                                  | Wohnhaus, um 1800 | bg; og                                     | Wohnhaus mit Werkstattanbau; Obergeschoss mit Brettern verkleidetes Fachwerk; in traditioneller Bauweise nach dem Brand des Vorgängerbaus errichtet |
| 09236509    | Seiffen           | Hauptstraße 73                                                                                  | Erzgebirgisches Spielzeugmuseum Seiffen (westliches der zwei Gebäudeteile) mit Einfriedungs- und Stützmauer | bg; op                                     | Das Gebäude entstand Ende des 16. Jhd. und diente später als Gasthof; 1921 ist es abgebrannt, konnte aber wieder repariert werden. So diente es ab 1926 Manufaktur für die Strumpffabrik Melzer. Ab 1936 fanden hier Werbeschauen für die Spielzeugherstellung statt; nach Kriegsende 1945 wurde es zweckentfremdet genutzt. Schließlich eröffnete 1953 in dem Haus ein Museum, dessen Grundstock der künstlerische Nachlass der Laien-Bildschnitzer A. Müller, K. Müller und L. Hiemann bildete. |
| 09236496    | Seiffen           | Hauptstraße 75                                                                                  | Wohnhaus um 1700 | op; sg                                     | Eingeschossiger Putzbau, Satteldach mit Dachhecht, landschaftstypisches ehemaliges Spielzeugmacherwohnhaus |
| 09236545    | Seiffen           | Hauptstraße 91                                                                                  | Wohnhaus Anfang 16. Jhd. | bg                                         | In das ursprüngliche Wohnhaus wurde nachträglich eine Verkaufseinrichtung eingebaut. Das Fachwerkgebäude mit Kopfstreben ist landschafts- und zeittypisch ausgeführt und weitestgehend im Original erhalten. |
| 09236492    | Seiffen           | Hauptstraße 94                                                                                  | Erbgericht / Buntes Haus, Anfang 16. Jhd. | rg, stg                                    | Gasthof mit Saalanbau und Nebengebäude, alle verputzt; Das dreiteilige Bauensemble ist das älteste Haus in Seiffen (Grundbuchnummer 1) und seit den 1990er Jahren ein Hotel. Der Restaurantbau erhielt 1921 den Namen „Buntes Haus Seiffen“, weil die Besitzer die Tür- und Fensterrahmen an der Fassade in leuchtendem Blau anstreichen ließen. Das Anwesen befindet sich im Familienbesitz. |
| 09236490    | Seiffen           | Hauptstraße 96 a                                                                                | Einhornsches Haus Schwibbogenhaus (aktuelle Bezeichnung) | op; rg                                     | Das Haus wurde 1646 erbaut und gehörte ab 1773 dem Verleger Christian Friedrich Einhorn. Das jetzige Wohnhaus, mit einem erhaltenen Ladeneinbau und einem in Fachwerk ausgeführten Obergeschoss, wird von Baufachleuten als „architektonisch qualitätsvoller Fachwerkbau mit seltener, sehr alter Konstruktion“ klassifiziert. |
| 09236491    | Seiffen           | Hauptstraße 100                                                                                 | Wohnhaus Ende des 16. Jahrhunderts | rg; op                                     | Das nicht mehr ganz im Original erhaltene Fachwerkhaus ist an der oberen Etage zusätzlich mit Brettern verkleidet und zählt zu den landschaftstypischen Gebäuden. |
| 09236485    | Seiffen           | Hauptstraße 106                                                                                 | Wohnhaus Anfang des 16. Jahrhunderts | rg                                         | Das typische Bergarbeiterwohnhaus mit einem verbretterten Fachwerkobergeschoss wurde anstelle eines früher hier vorhandenen Pochwerks des ehemaligen Seiffener Zinnbergbaus errichtet. |
| 09236486    | Seiffen           | Hauptstraße 108                                                                                 | Hochfürstliches Schönburgisches Bergamt zu Seiffen | rg                                         | Das Bergamt gehört zum Komplex „Bergbaumonumente Seiffen“. Es wurde im Jahr 1600 erstmals urkundlich erwähnt und im Lauf der Jahrhunderte zu einem Wohnhaus umgestaltet, in dem ein Ladeneinbau erhalten ist. |
| 09236487    | Seiffen           | Hauptstraße 109                                                                                 | Wohnhaus Ende des 17. Jahrhunderts | rg                                         | Das Wohngebäude enthielt ursprünglich einen Schmelzofen, der später durch einen Ladeneinbau ersetzt wurde. Das Obergeschoss ist im Fachwerkstil aufgesetzt worden. |
| 09236489    | Seiffen           | Hauptstraße 110                                                                                 | Wohnhaus, mit Werkstattanbau und Nebengebäude | op; bg                                     | Das im 19. Jahrhundert errichtete verputzte und eingeschossige Gebäude eines Spielzeugmachers besitzt einen Fachwerk-Drempel. Der Kernbau wurde um 1905 überformt. |
| 09236484    | Seiffen           | Hauptstraße 115                                                                                 | Wohnhaus Ende des 19. Jahrhunderts | op; bg                                     | Es ist ein landschaftstypisches Wohnhaus mit original erhaltenem, verbrettertem Fachwerkobergeschoss und einem Satteldach mit Dachhecht. |
| 09236478    | Seiffen           | Nußknackerstraße 20 vor der Baude                                                               | Mahnmal | rg                                         | Im Jahr 1948 weihte der damalige Stadtrat unter Bürgermeister Willy Enzmann ein Denkmal ein, das an die Vorgänge bei der Machtübernahme der Nationalsozialisten im Jahr 1933 erinnert und folgende Inschrift trägt: „Zur Mahnung an die Vorgänge 1933“. Es entstand auf Veranlassung der VVN. |
| 09236482    | Seiffen           | Schmelzhüttenweg 5                                                                              | Wohnhaus Ende des 18. Jahrhunderts | wW; sg                                     | Das kleine landschaftstypische Wohnhaus ist ein einetagiger Putzbau mit Satteldach und Dachgaube. Ihm wird eine dorfbildgrägende Funktion zuerkannt. |
| 09236505    | Seiffen           | Wettinhöhe 4                                                                                    | Wohnhaus Mitte des 18. Jahrhunderts | sg                                         | Gebäude mit Scheune wurde 2011 abgetragen und neu errichtet. Das Wohnhaus (ohne Anbauten) war ein eingeschossiger Putzbau und diente der Familie eines Spielzeugmachers. Es ist mit einem Krüppelwalmdach mit Dachhecht abgeschlossen und weitestgehend original erhalten. |

### Ehemalige Kulturdenkmale
| Objekt- Nr. | Ortsteil | Adresse / Lage | Bezeichnung | amtl. Begründung | Bild und Beschreibung |
| ----------- | -------- | -------------- | ----------- | ---------------- | --- |
| 09236474    | Seiffen  | An der Binge 5 | Frohs Haus  | bg               | 1575 errichtet, größtenteils original erhaltenes landschafts- und zeittypisches Wohnhaus im Fachwerkstil mit verkleidetem Obergeschoss, nach seinem Besitzer benannt |